# (5982) Polykletus
(5982) Polykletus (4862 T-1) – planetoida z pasa głównego asteroid okrążająca Słońce w ciągu 4,57 lat w średniej odległości 2,75 j.a. Odkryta 13 maja 1971 roku.